# Oxyepoecus ephippiatus
Oxyepoecus ephippiatus is een mierensoort uit de onderfamilie van de Myrmicinae. De wetenschappelijke naam van de soort is voor het eerst geldig gepubliceerd in 2004 door Albuquerque & Brandão. Ze komen het meest voor in tropisch regenwouden zoals in Ecuador in het Amazonegebied.